# Eupithecia dietzei
Eupithecia dietzei là một loài bướm đêm trong họ Geometridae.